# Lane Light Car Manufacturing Company
Lane Light Car Manufacturing Company war ein US-amerikanischer Hersteller von Automobilen.

## Unternehmensgeschichte
Theodore F. Lane hatte bereits 1914 mit der Wichita Falls Motor Company Fahrzeuge hergestellt. Er gründete 1915 das neue Unternehmen in Wichita Falls in Texas und setzte die Produktion fort. Der Markenname lautete Lane. Im gleichen Jahr endete die Produktion. Insgesamt entstanden nur wenige Fahrzeuge.
Es gab keine Verbindung zur Lane Motor Vehicle Company, die ein paar Jahre vorher den gleichen Markennamen benutzte.

## Fahrzeuge
Das einzige Modell wurde als Light Car, also Kleinwagen bezeichnet. Es war eine Weiterentwicklung des Wichita Falls, der noch als Cyclecar bezeichnet wurde, obwohl es die Kriterien nicht erfüllte. Ein luftgekühlter Zweizylindermotor von der Spacke Machine & Tool Company trieb die Fahrzeuge an. 88,9 mm Bohrung und 93,218 mm Hub ergaben 1157 cm³ Hubraum. Der Motor trieb über ein Planetengetriebe und Riemen die Hinterachse an. Das Fahrgestell hatte 274 cm Radstand und 112 cm Spurweite. Das Leergewicht war mit rund 454 kg angegeben.